# Panafrički parlament
Panafrički parlament, također poznat i kao Afrički parlament je zakonodavno tijelo Afričke unije. Danas se sastoji od 265 zastupnika, koje biraju parlamenti 53 države članice Afričke unije.
Sjedište Parlamenta je Midrandu, Južnoafrička Republika (prvotno je bilo u Adis Abebi, Etiopija). Parlament ima deset stalnih odbora. 

## Poveznica
- Afrička unija

## Vanjske poveznice
Službena stranica  Arhivirana inačica izvorne stranice od 13. veljače 2012. (Wayback Machine)